# Rhamphidium madurense
Rhamphidium madurense är en bladmossart som beskrevs av Hugh Neville Dixon och Potier de la Varde 1929. Rhamphidium madurense ingår i släktet Rhamphidium och familjen Ditrichaceae. Inga underarter finns listade i Catalogue of Life.